# 퉁야이군
퉁야이군은 나콘시탐마랏주의 행정 구역이다. 이 지역의 총 인구 수는 28년 기준으로 67202명이다. 인구 밀도는 111.4km2이다.

## 행정 구역
| 번호 | 지명       | 태국어 지명 | 빌리지 | 인구   |  |
| ---- | ---------- | ----------- | ------ | ------ |  |
| 1.   | Tha Yang   | ท่ายาง       | 12     | 12,931 |  |
| 2.   | Thung Sang | ทุ่งสัง        | 7      | 5,100  |  |
| 3.   | Thung Yai  | ทุ่งใหญ่       | 10     | 9,266  |  |
| 4.   | Kurae      | กุแหระ       | 8      | 7,088  |  |
| 5.   | Prik       | ปริก         | 9      | 15,043 |  |
| 6.   | Bang Rup   | บางรูป       | 9      | 7,933  |  |
| 7.   | Krung Yan  | กรุงหยัน      | 8      | 9,841  |  |

|  | 이 글은 지리에 관한 토막글입니다. 여러분의 지식으로 알차게 문서를 완성해 갑시다. |